# Граново (Харьковская область)
Граново (укр. Гранове) — село, Октябрьский сельский совет, Красноградский район, Харьковская область, Украина.
Код КОАТУУ — 6323384503. Население по переписи 2001 года составляет 12 (2/10 м/ж) человек.

## Географическое положение
Село Граново находится на левом берегу реки Берестовенька, выше по течения на расстоянии в 1 км расположено село Староверовка (Нововодолажский район), ниже по течению на расстоянии в 2 км расположено село Берестовенька, на противоположном берегу — село Кирилловка.

## История
- 1800 — дата основания.